# Festival panafricain du cinéma et de la télévision de Ouagadougou 2001
Le FESPACO 2001 est la 17e édition du Festival panafricain du cinéma et de la télévision de Ouagadougou. Il se déroule du 25 février au 4 mars 2001 à Ouagadougou au Burkina Faso.
Le thème de cette édition est « Cinéma et nouvelles technologies » et la Côte d'Ivoire est le pays invité d’honneur.
Le film Ali Zaoua de Nabil Ayouch décroche l'Étalon de Yennenga.

## Contexte
En mars 2000 paraît le premier bulletin de la Guilde africaine des réalisateurs et producteurs, association créée en 1997 à Paris, ouverte à tous les professionnels du cinéma, créée pour assurer la promotion et la diffusion du film africain sur tous ses supports, et s'engager « pour un nouveau cinéma africain ». Elle est pour la première fois présente au Fespaco avec un programme de rencontres à la piscine de l'hôtel Splendid et l'attribution d'un prix, lequel est attribué à Moustapha Ndoye pour Sénégal Salsa.
La baisse du nombre de films produits en Afrique rend difficile une sélection de qualité. Elle correspond, selon Le Monde à la baisse des soutiens apportés par la France et l'Union européenne, alors que les salles ferment ou sont en mauvais état. Le responsable de la commission de sélection est Ardiouma Soma, qui indique que 12 films ont été rejetés car n'ayant pas présenté à temps une cassette VHS.
Après la fermeture de l'Institut africain d'étude cinématographique (INAFEC) en 1988, et en attendant l'ouverture de l'Institut supérieur de l'image et du son (ISIS) en 2006, un programme de cycles de formations encadrées par des professionnels du Nord et du Sud débute en 2000 : le Programme de relance de la formation aux métiers de l'image et du son (PROFIS). Il est organisé par la Direction de la Cinématographie nationale du Burkina Faso (DCN) en partenariat avec la Direction de l'Audio-visuel extérieur et des techniques de communication du ministère français des Affaires étrangères et le Commissariat général aux relations internationales de la Communauté française de Belgique.
En février, les salaires des fonctionnaires sont versés plus tôt et on passe à la journée continue : tous les après-midi sont libres pour aller au cinéma. Pour qu'un des deux films burkinabés de la compétition soit prêt à temps, l'Etat a voté une subvention exceptionnelle.

## Préparation
Le Fespaco devient par décret un établissement public administratif (EPA), ce qui place le festival sous double-tutelle (ministère de la Culture et ministère des Finances). Le but est de donner au Fespaco un budget annuel alors qu'aucune ligne budgétaire n'est allouée entre deux éditions. C'est également le 6 avril 1999 que la direction du Fespaco par un secrétaire permanent est remplacée par un délégué général.
Un annuaire du cinéma et de l'audiovisuel du Burkina Faso est édité à l'occasion du festival. Il comporte sur 66 pages plus de 50 réalisateurs, 42 techniciens et un seul scénariste.

## Déroulement
La cérémonie d'ouverture se déroule à nouveau au Stade du 4 août devant 35 000 personnes. En concert, le mbalax chanté en wolof du chanteur sénégalais Youssou N'Dour reste éloigné des cultures locales et fait moins vibrer les burkinabés. En outre, la cérémonie tourne à l'émeute, « si bien que les forces de l'ordre ston amenées à faire usage de bombes lacrymogènes ». Cependant, thème du Fespaco 2001 oblige, le spectacle bat son plein : 70 danseurs symbolisent le rapprochement des peuples par les nouvelles technologies de la communication, jusqu'à tous se parler en téléphone cellulaire. Les ballons blancs et bleus d'une marque connue indiquent qu'elle a soutenu la promotion et le mécénat du Fespaco. A la tombée de la nuit, des rayons laser illuminent le stade, traçant sur des supports tissu des dessins évocateurs du Burkina, du cinéma et de l’étalon de Yennenga, sans oublier les sponsors. Un ample feu d’artifice clôt la cérémonie.
Le film d'ouverture est projeté au stade municipal : Les Couilles de l’éléphant, d’Henri-Joseph Kumba Bididi.
Lors de la cérémonie de libations, Ousmane Sembène qui la dirige rappelle que toutes les religions ménagent des moments d'égard à l'endroit des défunts, avant de faire observer la traditionnelle minute de silence. L'animation musicale est assurée par la troupe Djiguiya de Bobo-Dioulasso.
Le Marché international du cinéma africain (MICA), doté de 24 stands professionnels au Centre culturel français Georges Méliès, enregistre 3000 visiteurs professionnels dont 134 producteurs, 14 distributeurs et 8 exploitants, 676 visionnements et 60 projections spéciales. Le catalogue est tiré à 2 000 exemplaires. Il ne comporte cependant que 272 films sur les 480 inscrits, beaucoup de cinéastes n'ayant pas rempli leur formulaire à temps.
La Galerie marchande, avec près de 400 stands, se déroule à la Maison du peuple et fait l'objet pour la première fois d'une entrée payante à 100 FCFA. Une carte étalon forfaitaire d'un coût de 10 000 francs CFA donne l'accès aux salles de cinéma. Le centre de presse est basé au siège de l'Autorité du Liptako-Gourma. Le traditionnel défilé de mode a lieu à la salle de Ouaga 2000 avec des stylistes comme Oumou Sy ou Alphadi. Innovation du 17e Fespaco, un village du festivalier est inauguré sur l'avenue Kwame Nkrumah, qui permet de se retrouver la nuit après les projections.
Un Salon sur les Nouvelles technologies de l'image et du son (SANTIS) est organisé en rapport avec le thème du festival à la salle Dimaako de l'Hôtel Indépendance.
Une nuit du casting est organisée le 2 mars avec Casting Sud, point d'orgue des conférences et séances de lectures par les acteurs et actrices, en partenariat avec le syndicat français des artistes-interprètes et la Maison de l'acteur à Paris. Des catalogues de comédiens sont prêts mais pas encore édités, faute de budget. Réclamant un statut professionnel, les comédiens décident de se constituer en syndicat.
Les 25 projectionnistes projettent chacun une vingtaine de films durant le festival, mais se plaignent d'un matériel « absolument pas performant ». Ils touchent un forfait de 25 000 francs CFA. Regroupés au sein de l'Association professionnelle des techniciens opérateurs de diffusion cinématographique du Burkina Faso (APTOCIB), ils ont reçu une formation sur la diffusion des films et la rénovation des cabines de projection, assurée par le CNC français.
Le 17e Fespaco est l'occasion pour la FEPACI d'organiser son 6e congrès extraordinaire du 28 février au 2 mars. Il a pour objet d'adopter les nouveaux textes constitutifs et d'élire le bureau fédéral.
Le film Adanggaman de Roger Gnoan M’Bala, qui met en exergue la complicité des Africains dans la traite des esclaves, déclenche une vive polémique lors du débat-forum consacré au film. Les accusateurs estiment que cela dédouane les Blancs.
En apparence, le Fespaco n'est pas atteint par la crise qui prend de l'ampleur avec la Côte d'Ivoire. La présence d'Hanni Tchelley au jury de l'UEMOA déclenche cependant également une polémique, celle-ci animant en Côte d'Ivoire une émission matinale, On est ensemble, où l'on entend des propos xénophobes appelant à renvoyer les Burkinabés. À la suite des marques d'indignation de la population, l'actrice démissionne du jury et l'UEMOA la rapatrie.

## Sélections officielles
Sur la base du Catalogue de l'édition 2001

### Longs métrages en compétition
19 films de 16 pays sont en compétition pour l'Étalon de Yennenga. Aucun n'est réalisé par une femme.
| Titre                   | Réalisation                | Pays                | Minutes |
| ----------------------- | -------------------------- | ------------------- | ------- |
| Adanggaman              | Roger Gnoan M'Bala         | Côte d'Ivoire       | 90      |
| Ainsi meurent les anges | Moussa Sene Absa           | Sénégal             | 60      |
| Ali Zaoua               | Nabil Ayouch               | Maroc               | 90      |
| Baba Zak                | Ladi Ladebo (en)           | Nigeria             | 82      |
| Daresalam               | Issa Serge Coelo           | Tchad               | 100     |
| Djib                    | Jean Odoutan               | Bénin               | 80      |
| Dôlè (l'argent)         | Imunga Ivanga              | Gabon               | 92      |
| Sois mon amie           | Naceur Ktari               | Tunisie             | 95      |
| Les Siestes grenadine   | Mahmoud Ben Mahmoud        | Tunisie             | 89      |
| Little Senegal          | Rachid Bouchareb           | Algérie             | 97      |
| Rage                    | Newton Aduaka              | Nigeria             | 93      |
| Rituals of Fire         | Joël Aryeetey, Tom Ribeiro | Ghana               | 103     |
| Room to Rent            | Khaled El Hagar (en)       | Égypte              | 93      |
| Siraba la grande voie   | Issa Traoré de Brahima     | Burkina Faso        | 104     |
| Soif                    | Saâd Chraïbi               | Maroc               | 109     |
| Sia, le rêve du python  | Dani Kouyaté               | Burkina Faso        | 90      |
| Voyage à Ouaga          | Camille Mouyéké            | République du Congo | 84      |
| Yellow Card (en)        | John Riber (en)            | Zimbabwe            | 90      |
| La Grève des bàttu      | Cheick Oumar Sissoko       | Mali                | 105     |

Les bobines de Sois mon amie, envoyées par la valise diplomatique tunisienne, attendaient à l'ambassade et ont été retrouvées in extremis en cours de festival. Sont restés bloqués à Paris Daressalam et Djib : les réalisateurs, qui avaient souhaité apporter eux-mêmes leurs bobines, ont été victimes du manque de place sur Air Afrique. Quant à Ainsi meurent les anges, son mixage n'était pas encore terminé. Enfin, Rituals of Fire n'a pu être kinescopé faute de budget, condition pour être en sélection.

### Courts métrages en compétition
| Titre                                  | Réalisation               | Pays                             | Minutes |
| -------------------------------------- | ------------------------- | -------------------------------- | ------- |
| Article 15 bis                         | Balufu Bakupa-Kanyinda    | République démocratique du Congo | 15      |
| A travers le miroir                    | Mohamed Ulad-Mohand       | Maroc                            | 28      |
| At the Second Traffic Light            | Lucy Gebre-Egziabher      | Éthiopie                         | 20      |
| Auguy                                  | Tuna Wa Munga Djo         | République démocratique du Congo | 18      |
| Bintou                                 | Fanta Régina Nacro        | Burkina Faso                     | 31      |
| Au bout du fleuve (Gozamb’olowi)       | Imunga Ivanga             | Gabon                            | 26      |
| Jour de grâce                          | Mamadou Tintin Sene       | Sénégal                          | 24      |
| Kokoa                                  | Moustapha Alassane        | Niger                            | 13      |
| Konorofili (Anxiété)                   | Cheick Fantamady Camara   | Guinée                           | 15      |
| La Ruse du lièvre                      | Cilia Sawadogo            | Burkina Faso                     | 10      |
| Le Chauffeur du député                 | Tahirou Tasséré Ouedraogo | Burkina Faso                     | 16      |
| Mouka                                  | Adama Roamba              | Burkina Faso                     | 22      |
| Nelly’s Bodega                         | Omonike Akinyemi          | Nigeria                          | 50      |
| Pimprenelle                            | Yamina Benguigui          | Algérie                          | 6       |
| Premier noël                           | Kamel Chérif              | Tunisie                          | 15      |
| Roof Jumping                           | Fémi Kolade               | Nigeria                          |         |
| A l’ombre du tamarinier (Tomisun Koro) | Dramane Démé              | Burkina Faso                     | 28      |
| Tourbillons                            | Alain Gomis               | Sénégal                          | 12      |

### Documentaires en compétition
| Titre                          | Réalisation       | Pays                             | Minutes |
| ------------------------------ | ----------------- | -------------------------------- | ------- |
| Adwa 1896                      | Haïlé Gerima      | Éthiopie                         | 96      |
| Dipri la puissance du séké     | Cheikh Ndiaye     | Sénégal                          | 40      |
| Dissidence                     | Zézé Gamboa       | Angola                           | 56      |
| L’eau, la forêt, la terre      | David-Pierre Fila | République démocratique du Congo | 20      |
| Manega, les masques de la mort | Demba André Hilou | Burkina Faso                     | 52      |
| Vacances au pays               | Jean-Marie Teno   | Cameroun                         | 75      |

### Panorama longs métrages
| Titre                           | Réalisation                       | Pays          | Minutes |
| ------------------------------- | --------------------------------- | ------------- | ------- |
| Barakatul Sheikh                | Gadalla Gurapa                    | Soudan        | 116     |
| Barbecue-Pejo                   | Jean Odoutan                      | Bénin         | 86      |
| Dreck Fresser (Dirt for Dinner) | Branwen Okpako (en)               | Nigeria       | 75      |
| Du paradis à l’enfer            | Saïd Souda                        | Maroc         | 90      |
| Faat Kiné                       | Ousmane Sembène                   | Sénégal       | 120     |
| Fanta                           | Joséphine Bertrand Tchakoua Pouma | Cameroun      | 90      |
| Fragments de vie                | François Woukoache                | Cameroun      | 85      |
| Home Sweet Home                 | Michael Raeburn, Heidi Draper     | Zimbabwe      | 85      |
| Le Harem de Madame Osmane       | Nadir Moknèche                    | Algérie       | 100     |
| Le Retour des trois bracelets   | Yéo Kozoloa                       | Côte d'Ivoire | 70      |
| Mabrouk                         | Driss Chouika                     | Maroc         | 103     |
| Maangamizi, The Ancient One     | Martin Mhando, Ron Mulvihill      | Tanzanie      | 112     |
| Mirka                           | Rachid Benhadj                    | Algérie       | 105     |
| Power                           | Ladi Ladebo (en)                  | Nigeria       | 84      |
| Vendredi noir                   | Djingarey Maïga                   | Niger         | 82      |
| Wazobia                         | Awam Amkpa (en)                   | Nigeria       |         |
| Immatriculation temporaire      | Gahité Fofana                     | Guinée        | 78      |

### Panorama courts métrages
| Titre                                   | Réalisation                   | Pays                             | Minutes |
| --------------------------------------- | ----------------------------- | -------------------------------- | ------- |
| Balafola                                | Mohamed Camara                | Guinée                           | 19      |
| Doukha Zaida (Un rire de trop)          | Ibrahim Letaïef               | Tunisie                          | 18      |
| Gomtiogo le caméléon, CM parano         | Pazisnewendé Antoine Yougbaré | Burkina Faso                     | 21      |
| Kayaman                                 | Issa Serge Coelo              | Tchad                            | 26      |
| Le Réalisateur nègre                    | Jean Odoutan                  | Bénin                            | 7       |
| Malgré tout                             | Mohamed Ben Béchir            | Tunisie                          | 7       |
| Quand le soleil fait tomber les oiseaux | Hassan Legzouli               | Maroc                            | 37      |
| Relou                                   | Fanta Régina Nacro            | Burkina Faso                     | 6       |
| Stambali                                | Naweel Sahel-Ettaba           | Tunisie                          | 52      |
| Une femme pour Souleymane               | Dyana Gaye                    | Sénégal                          | 24      |
| Watt                                    | Balufu Bakupa-Kanyinda        | République démocratique du Congo | 19      |

### Longs métrages de la diaspora
| Titre                          | Réalisation         | Pays       | Minutes |
| ------------------------------ | ------------------- | ---------- | ------- |
| A State of Mind                | Yvette Plummer      | États-Unis | 89      |
| Chercher la vie                | Claudette Coulanges | Haïti      | 68      |
| Compensation                   | Zeinabu irene Davis | États-Unis | 92      |
| Lumumba, la mort d’un prophète | Raoul Peck          | Haïti      | 95      |
| Passage du milieu              | Guy Deslauriers     | Martinique | 85      |
| Zona                           | Pierre Désir        | États-Unis | 94      |

### Courts métrages de la diaspora
| Titre               | Réalisation               | Pays       | Minutes |
| ------------------- | ------------------------- | ---------- | ------- |
| America             | Ed Durante                | États-Unis |         |
| Are you Cinderella  | Charles Hall              | États-Unis | 20      |
| Complete Abandon    | Kirk Shannon-Butts        | États-Unis | 17      |
| Distracted to Death | Jeferson De (pt)          | Brésil     | 15      |
| Kiss it up to God   | Caran Hartsfield          | États-Unis | 24      |
| Lemon               | Tania Steel               | États-Unis |         |
| Lock & Key          | Kisha Imani Cameron       | États-Unis |         |
| Nappy               | Lydia Ann Douglas         | États-Unis | 28      |
| Petit plat d’accras | Clarisse Bagoe-Dubosq     | Martinique | 9       |
| Sonny’s Blues       | Gregory Scott William Jr. | États-Unis | 20      |
| The Apology         | Seith Mann (en)           | États-Unis | 15      |
| The Gilded Six Bits | Booker T. Mattison        | États-Unis | 29      |

### Longs métrages films du monde
| Titre                                                               | Réalisation                          | Pays       | Minutes |
| ------------------------------------------------------------------- | ------------------------------------ | ---------- | ------- |
| Bronx-Barbès                                                        | Éliane de Latour                     | France     | 110     |
| Doulaye, une saison des pluies                                      | Henri-François Imbert                | France     | 80      |
| Hidden Whisper                                                      | Vivian Chang                         | Taïwan     | 98      |
| Otomo                                                               | Frieder Schlaich                     | Allemagne  | 84      |
| Papa’s Song                                                         | Sander Francken                      | Pays-Bas   | 95      |
| Que faisaient les femmes pendant que l’homme marchait sur la lune ? | Chris Vander Stappen                 | Belgique   | 102     |
| Rencontres sur la voie lactée                                       | Jürg Neuenschwander (de)             | Suisse     | 94      |
| Royal de Luxe, retour d’Afrique                                     | Dominique Deluze                     | France     | 85      |
| Tour de recueil (Sammlerglück & Mehrwegflaschen)                    | Armin Biehler                        | Allemagne  | 90      |
| Tropical Fish                                                       | Chen Yu-hsun (en)                    | Taïwan     | 108     |
| Zam zam                                                             | Taale Laafi Rosellini, Cyprien Balma | États-Unis | 60      |

### Courts métrages films du monde
| Titre                  | Réalisation                    | Pays    | Minutes |
| ---------------------- | ------------------------------ | ------- | ------- |
| Baobab                 | Laurence Attali                | France  | 25      |
| Candombe               | Rafael Deugenio                | Uruguay | 16      |
| C.D.D.                 | Olivier Loustau                | France  | 9       |
| De toutes les couleurs | Frédéric Liebaut               | France  | 10      |
| Lacryma-Christine      | Sylvain Gillet                 | France  | 7       |
| Le cinéma africain ?   | François Kotarski, Eric Muvach | France  | 7       |
| The Bridge Man         | Noriko Takabishi               | Japon   | 5       |
| Une vie meilleure      | Nicolas Hamelin                | France  | 16      |

### Compétition vidéo fiction
| Titre                                                        | Réalisation            | Pays          | Minutes |
| ------------------------------------------------------------ | ---------------------- | ------------- | ------- |
| Agaïssa                                                      | Moustapha Alassane     | Niger         | 13      |
| Den'Ko Affaires d'enfants                                    | Kitia Touré            | Côte d'Ivoire | 43      |
| Deuxième bureau                                              | Alhussein Sano         | Guinée        | 90      |
| Dogo Yaro                                                    | Paa Kofi Mannoh        | Ghana         | 90      |
| Fleurs d'épine                                               | Alidou Badini          | Burkina Faso  | 28      |
| La Chambre des filles - Exclusion                            | André Otonghe Come     | Gabon         | 26      |
| Le Cri de la falaise                                         | Salif Traoré           | Mali          | 36      |
| Les Aventures de Seko, Le Départ                             | Boubacar Sidibé        | Mali          | 26      |
| Les Jeunes branches, Force reste au groupe (série télévisée) | Issoufou Tapsoba       | Burkina Faso  | 26      |
| Satan's Wife                                                 | Socrates Safo          | Ghana         | 85      |
| Sauce rouge                                                  | Noudjalbaye Ngardidano | Tchad         | 90      |
| Spin                                                         | Ayo Shonaiya           | Nigeria       | 97      |
| Si je savais                                                 | Adjaratou Lompo        | Burkina Faso  | 52      |
| Taxi brousse : Au nom de Dieu                                | Claude Balogun         | Bénin         | 26      |
| The Price of Ignorance                                       | Apolline Traoré        | Burkina Faso  | 14      |
| Un enfant comme les autres                                   | Jean-Marc Bado         | Burkina Faso  | 52      |

### Compétition vidéo documentaires
| Titre                                                             | Réalisation                     | Pays                             | Minutes |
| ----------------------------------------------------------------- | ------------------------------- | -------------------------------- | ------- |
| Algérie, entre douleur et liberté                                 | Saïd Nanache                    | Algérie                          | 50      |
| Anne, l'enchantée                                                 | Monique Mbeka Phoba             | République démocratique du Congo | 52      |
| Back to Alexandria                                                | Jonathan Dorfman                | Afrique du Sud                   | 52      |
| Blues pour une diva                                               | Moussa Sene Absa                | Sénégal                          | 54      |
| Cinq siècles de solitude (Les Palenqueros du Pacifique colombien) | Blaise N'Djehoya, Sidiki Bakaba | Cameroun                         | 53      |
| La Coiffeuse de la rue Petion                                     | Isabelle Boni-Claverie          | Côte d'Ivoire                    | 23      |
| Un espoir dans le désert                                          | Sibiri Raphaël Dakissaga        | Burkina Faso                     | 33      |
| L'Exil des Dieux                                                  | Alain Biffot                    | Gabon                            | 52      |
| La Fièvre du plastique                                            | Sénéfa Coulibaly                | Burkina Faso                     | 52      |
| The Golden Stool (The Soul of the Asantes)                        | Kwaw Ansah                      | Ghana                            | 45      |
| Le Jardin parfumé                                                 | Yamina Benguigui                | Algérie                          | 52      |
| Life on the Island                                                | Gene Carstens                   | Namibie                          | 26      |
| La Pierre de Mbigou                                               | Roland Duboze                   | Gabon                            | 26      |
| L'Esprit de Mopti                                                 | Moussa Ouane                    | Mali                             | 52      |
| Le Nerf de la douleur                                             | Rahmatou Keïta                  | Niger                            | 26      |
| La Voie du changement                                             | Harrikrisna Anenden             | Maurice                          | 45      |
| Konomba, le destin partagé                                        | Porgo Redo                      | Burkina Faso                     |         |
| Les Enfants du blanc                                              | Sarah Bouyain                   | Burkina Faso                     | 52      |
| Un artiste à Saint-Louis                                          | Mansour Sora Wade               | Sénégal                          |         |

## Palmarès
- Un hommage spécial est rendu à Ousmane Sembène (Sénégal) pour Faat-Kiné, présenté par l’auteur hors compétition.

### Longs métrages
Le jury longs métrages, présidé par le réalisateur Férid Boughedir, est composé de Letebele Masemola-Jones, chargée de production à la chaîne sud-africaine M-Net, Keith Shiri, expert et enseignant zimbabwéen, Alimata Salembéré, membre fondatrice du Fespaco, Cheik Doukouré, réalisateur guinéen, Safi Faye, réalisatrice sénégalaise, et Michel Amarger, journaliste français.
| Prix                                      | Lauréat                  | Film                                                     | Pays          |
| Grand prix Étalon de Yennenga             | Nabil Ayouch             | Ali Zaoua                                                | Maroc         |
| Prix spécial du jury                      | Dani Kouyaté             | Sia, le rêve du python                                   | Burkina Faso  |
| Prix Oumarou Ganda (de la première œuvre) | Newton Aduaka            | Rage                                                     | Nigeria       |
| Prix Paul Robeson de la diaspora noire    | Raoul Peck               | Lumumba                                                  | Haïti         |
| Meilleur acteur                           | Makena Diop Sénégal      | Battù de Cheick Oumar Sissoko                            | Mali          |
| Meilleure actrice                         | Albertine N'Guessan      | Adanggaman de Roger Gnoan M’Bala                         | Côte d'Ivoire |
| Meilleure image                           | Mohammed Soudani Algérie | Adanggaman de Roger Gnoan M’Bala                         | Côte d'Ivoire |
| Meilleur scénario                         | Imunga Ivanga            | Dôlè (l'argent)                                          | Gabon         |
| Meilleure mise en scène                   | Naceur Ktari             | Sois mon amie                                            | Tunisie       |
| Meilleur montage                          | Larbi Ben Ali            | Sois mon amie                                            | Tunisie       |
| Meilleur son                              | Fawzi Thabet             | Les Siestes grenadine de Mahmoud Ben Mahmoud             | Tunisie       |
| Meilleure musique                         | Wasis Diop               | Les Couilles de l’éléphant de Henri-Joseph Koumba Bididi | Gabon         |

### Courts métrages
Le jury des courts métrages et documentaires est composé de Richard Ishmaïl, directeur général du Sithengi, marché du film et de la télévision sud-africain, Alain Burosse, réalisateur et producteur français, Bemile Stanislas Meda, directeur de la cinématographie nationale du Burkina Faso, et Zara Mahamat Yacoub, cinéaste tchadienne.
- Prix du meilleur court métrage de fiction : Bintou de Fanta Régina Nacro (Burkina Faso).

Le "jury des courts métrages et documentaires en compétition" n'a pas attribué de prix du documentaire « pour mauvaise qualité des films présentés », ce qui déclenche l'ire du documentariste Jean-Marie Teno qui qualifie le Fespaco de « foire ethnocidaire » dans le bulletin de la Guilde africaine des réalisateurs et producteurs.

### Compétition TV-Vidéo
Le jury de la compétition TV-Vidéo est composé de Denise Epoté-Durand, responsable de TV5 Afrique, Sylvie Jezequel, et Rasmané Ouedraogo, acteur burkinabè.

### Prix spéciaux
Le palmarès des prix spéciaux est proclamé le vendredi 2 mars à la Maison du peuple.
| Prix                                                                                      | Lauréat                               | Film                              | Pays                |
| Prix Unifem (2 millions)                                                                  | Fanta Régina Nacro                    | Bintou                            | Burkina Faso        |
| Prix du meilleur communicateur Celtel                                                     | Issa Traoré de Brahima                | Siraba                            | Burkina Faso        |
| Prix population et développement (cinéma) de la CILSS (2 millions)                        | Fanta Régina Nacro                    | Bintou                            | Burkina Faso        |
| Prix population et développement (télévision) de la CILSS (1 million)                     | André Otonghe Come                    | La Chambre des filles - Exclusion | Gabon               |
| Prix sensibilisation à la lutte contre la drogue du CNLD (2 millions)                     | Godwin Mikoi Kotey                    | The Scent of Danger               | Ghana               |
| Prix santé et sécurité au travail (cinéma) du CNSS (2 millions)                           | Issa Traoré de Brahima                | Siraba                            | Burkina Faso        |
| Prix santé et sécurité au travail (télé/vidéo) du CNSS (2 millions)                       | Sansan Dongo Kambou                   | L'Ecole de credo                  | Burkina Faso        |
| Prix COE au film de l'espoir (2 millions)                                                 | Nabil Ayouch                          | Ali Zaoua                         | Maroc               |
| Prix de la ville de Ouagadougou (2 millions)                                              | Camille Mouyéké                       | Voyage à Ouaga                    | République du Congo |
| Prix sensibilisation aux questions de population de la FNUAP(2 millions)                  | Adjaratou Lompo                       | Si je savais                      | Burkina Faso        |
| Prix INALCO (caméra numérique d'une valeur de 2,3 millions)                               | Dani Kouyaté                          | Sia, le rêve du python            | Burkina Faso        |
| Prix OCIC (2 millions)                                                                    | Dani Kouyaté                          | Sia, le rêve du python            | Burkina Faso        |
| Prix spécial OMS (2,5 millions)                                                           | André Otonghe Come                    | La Chambre des filles - Exclusion | Gabon               |
| Prix plan international pour l'éducation des enfants (2 millions)                         | Fanta Régina Nacro                    | Bintou                            | Burkina Faso        |
| Prix plan international pour les droits de l'enfant (2 millions)                          | Amadou Thior                          | Almodou                           | Sénégal             |
| Prix partenaire dans la lutte contre le Sida du PNUD (2,5 millons)                        | André Otonghe Come                    | La Chambre des filles - Exclusion | Gabon               |
| Prix Poitou-Charentes de Rurart (long métrage) (2 million)                                | Khaled El Hagar                       | Room to Rent                      | Égypte              |
| Prix Poitou-Charentes de Rurart (court métrage) (copie de l'œuvre)                        | Fanta Régina Nacro                    | Bintou                            | Burkina Faso        |
| Prix Poitou-Charentes de Rurart (court métrage) (diffusion en Poitou-Charentes )          | Saïd Nanache                          | Algérie, entre douleur et liberté | Algérie             |
| Prix RFI                                                                                  | Cheick Oumar Sissoko                  | La Grève des bàttu                | Mali                |
| Prix RFO AITV du meilleur journal télévisé (caméra numérique d'une valeur de 10 millions) | Télévision nationale de l'Île Maurice |                                   | Maurice             |
| Prix de la Télévision nationale burkinabée (TNB) (5 millions en nature)                   | Sibiri Raphaël Dakissaga              | Un espoir dans le désert          | Burkina Faso        |
| Prix TV5-CIRTEF (3 millions)                                                              | Laurence Attali                       | Baobab                            | France              |
| Prix Droit de l'enfant de l'UNICEF (2 millions)                                           | Issa Traoré de Brahima                | Siraba                            | Burkina Faso        |
| Prix graine de Baobab de Wande (2 millions)                                               | Cheick Oumar Sissoko                  | La Grève des bàttu                | Mali                |

## Bilan
Chiffres. Le nombre total d'accréditations est de 4539. En dehors des jurys et autres invités institutionnels, les professionnels sont 3099, dont 518 journalistes, 359 cinéastes, 173 comédiens, 134 producteurs, etc.
Cette édition connaît de gros problèmes d'organisation : 4 longs métrages sur 19 en compétition ne sont pas projetés pour des raisons logistiques ou bien parce que le film n'est toujours pas bouclé, tandis qu'une quarantaine de cinéastes restent bloqués à Paris, dont certains avec leurs films, et que l'attribution des chambres d'hôtel reste problématique. Télérama note également que, malgré un budget important, des invités n'ont pas eu de billet d'avion et que des films manquaient à l'appel tandis que d'autres étaient irrémédiablement détériorés par les appareils de projection. Frédéric Strauss y note également que dans le catalogue, tous les films sont présentés sans aucun nom d'acteur. Letebele Masemola-Jones, membre du jury longs métrages, démissionne avant la fin du festival pour protester contre cette mauvais organisation. La Guilde africaine des réalisateurs note que cela va « toujours de mal en pis » et parle « d'incompétence patentée ».
Dans son article sur la sélection documentaire, L'Ouvreuse indique : « un amalgame se crée entre documentaire et reportage dans de nombreux festivals, et le Fespaco semblait cultiver l'exercice à plaisir ». Dans son compte-rendu de l'édition, Elisabeth Lequeret de RFI note« une atmosphère de bazar bon enfant où se croise et se parle un public très hétéroclite » autour de la piscine de l'hôtel Indépendance, point stratégique du Fespaco. Elle indique en outre que la désorganisation permet aux cinéastes non-sélectionnés de montrer quand même leurs films. Elle note par ailleurs que « la 17e édition s'apparente en fait plus à un jeu de piste géant qu'à un festival », nombre de films et réalisateurs n'étant pas arrivés, si bien que personne, pas même les membres du jury, ne connaît la liste officielle des films en compétition.
Mais il arrive que les journalistes ne s'alarment guère, comme  Clotilde Demgbena B. Bessomo qui note que les gérants des salles finissaient par proposer un film de substitution si le film prévu n'était pas arrivé Il est dommage qu'après 35 ans d'existence, le festival reste associé au désordre et à la frustration, mais « d'une manière étrange, tous ces petits problèmes font partie du charme du festival », écrit Daveena Brain du Zimbabwe.
Un film est bouclé par François Kotlarski et Éric Münch durant cette édition : Les Fespakistes (52 min), où cinéastes et acteurs s’interrogent sur l’avenir des cinémas d'Afrique.